# Ruske emigracije zaradi ruske invazije na Ukrajino (2022)
Ocenjuje se, da je zaradi političnih ali ekonomskih razlogov ter želje po izognitvi kazenskemu pregonu zaradi uveljavljanja svobode govora v zvezi z invazijo po ruski invaziji na Ukrajino leta 2022 do sredine marca 2022 Rusijo zapustilo več kot 300.000 ruskih državljanov in prebivalcev.

## Razlogi za preseljevanje
Razlogi za odhod iz Rusije vključujejo, vendar niso omejeni na, željo, da bi se izognili kazenskemu pregonu zaradi uveljavljanja svobode govora v zvezi z invazijo. Nina Beljajeva, poslanka komunistične partije v zakonodajni skupščini Voroneške oblasti, je izjavila, da je iz Rusije pobegnila zaradi groženj s kazenskim pregonom in zaporom, ker je govorila proti invaziji, in ob tem dejala: »Spoznala sem, da je bolje, da odidem zdaj. Ko je kazenska zadeva odprta, bi lahko bilo prepozno.« Novinar Boris Grozovski je izjavil: »Smo begunci. V Rusiji me je policija osebno iskala zaradi razdeljevanja protivojnih peticij ... Nismo bežali pred naboji, bombami in izstrelki, ampak iz zapora. Če bi napisal to, kar pišem zdaj, v Rusiji, bi neizogibno šel v zapor za 15–20 let.«
Ruska igralka Chulpan Khamatova je po podpisu peticije proti vojni v Ukrajini ostala v izgnanstvu v Latviji. »Jasno mi je bilo povedano, da bi bila vrnitev nezaželena« in dodala: »Vem, da nisem izdajalec. Zelo rad imam svojo domovino.« Baletna plesalka v Boljšoj teatru Olga Smirnova je v znak protesta proti vojni zapustila Rusijo in kariero nadaljevala na Nizozemskem.
Pričakuje se, da bo leta 2022 Rusijo zapustilo okoli 15.000 milijonarjev.

## Destinacije
Med destinacijami, ki jih izberejo ruski državljani, so Turčija z že več kot 100.000 ruskimi iskalci azila, ter Gruzija in Armenija. Do začetka aprila je približno 100.000 Rusov pobegnilo v Gruzijo, 50.000 pa jih je odšlo v Armenijo.
Druge pomembnejše destinacije so Azerbajdžan, Združeni arabski emirati, Grčija, Bolgarija, Srbija, Kazahstan, Kirgizistan, Uzbekistan, Tadžikistan, Mongolija, Ciper, latinskoameriške države, baltske države in Združene države Amerike.
Ker je večina evropskih držav po invaziji zaprla svoj zračni prostor za ruske lete, so morali bežoči Rusi pogosto ubrati obvoze skozi Kavkaz ali pa iskati kopenske poti. Finski državni železniški operater VR je 25. marca prekinil hitro železnico med Sankt Peterburgom in Helsinki, s čimer je zaprl zadnjo neposredno železniško progo med Rusijo in Evropsko unijo. Pot je bila prej pomemben prehod iz Rusije za ruske državljane, zlasti tiste, ki so na Finskem že imeli službe ali bivališče, saj je ruska vlada za potnike zahtevala veljaven vizum in potrdilo o cepivu proti COVID-19, ki ga je priznala EU.
Več držav EU, kot sta Latvija in Češka, je začasno prekinilo izdajanje vizumov ruskim državljanom, kar je otežilo njihov izstop iz Rusije. Nekatere države so dovolile začasno bivanje brez vizuma – Turčija je na primer ruskim državljanom brez vizuma dovolila bivanje do dveh mesecev.

## Težave izseljencev
Amnesty International ugotavlja, da mnogi ruski politični emigranti, ki so v Evropsko unijo vstopili s schengenskimi vizumom, po 90 dneh postanejo ilegalni priseljenci, ker ne želijo vložiti prošnje za azil zaradi nezmožnosti nadaljevanja dejavnosti novinarstva, borbe za človekove pravice itd. Poleg tega mnogi ruski opozicijski in predstavniki civilne družbe, ki so v Rusiji ali so se preselili v druge nevarne države iz Rusije (na primer v države zveze CIS), nimajo schengenskih vizumov in imajo težave pri njihovem pridobivanju. V zvezi s tem je Amnesty International 25. maja 2022 spodbudila nemški kabinet, naj razširi program humanitarnega sprejema (nemško humanitäre Aufnahmeprogramme) na Ruse, ki jih preganja Putinov režim. Ta program bi moral vključevati izdajo humanitarnih vizumov ter izdajanje dovoljenj za začasno prebivanje in delo.

## Vpliv
Tisti, ki so pobegnili, so večinoma mladi in dobro izobraženi strokovnjaki, zaradi česar nekateri ekonomisti menijo, da se ruski beg možganov venomer slabša. Rusijo je zapustilo več kot 50.000 strokovnjakov za informacijske tehnologije.

## Odzivi

### Izrael
Kljub pričakovanju večinoma judovskih beguncev iz Ukrajine je Izrael zabeležil več prihodov iz Rusije. Medtem ko je Izrael omilil "zakon vračanja" za ukrajinske izseljence, tega ukrepa ni razširil na ruske emigrante, ki so namesto tega med postopkom pridobivanja državljanstva pridobili turistične vizume.

### Rusija
Predsednik Vladimir Putin je 16. marca izdal opozorilo ruskim "izdajalcem" in trdil, da jih želi Zahod uporabiti kot peto kolono in da bodo Rusi vedno lahko "razločili prave domoljube od izdajalcev". Medtem ko so nekateri strokovnjaki trdili, da je bil Putinov gnev usmerjen proti po njegovem mnenju omahljivi zvestobi med ruskimi elitami, zlasti ruskimi oligarhi, so izjave Kremeljskih uradnikov na splošno označile tiste, ki so pobegnili kot "izdajalci", kot je potrdil tiskovni predstavnik Dmitrij Peskov za Reuters :
»V tako težkih časih [...] Mnogi ljudje pokažejo svoje prave barve [...] sami izginejo iz naših življenj. Nekateri ljudje zapuščajo svoje domove. Nekateri zapuščajo aktivno delovno življenje. Nekateri zapustijo državo in se preselijo v druge države. Tako se zgodi to čiščenje.«

### Združene države Amerike
Medtem ko so Združene države Amerike od začetka invazije prejele ruske prošnje za azil, so svarile pred naraščajočim trendom nepooblaščenega vstopa: v enem primeru je bil sprva označen pomorski vdor ruskih državljanov na čartersko ladjo v Key Westu na Floridi. Ministrstvo za domovinsko varnost je dogodek opredelilo kot "dogodek nacionalne varnosti", pri čemer naj bi bili prestreženi migranti naknadno deportirani.